# Make It Bun Dem
Make It Bun Dem ist ein Lied des US-amerikanischen Dubstep-Produzenten Skrillex gemeinsam mit dem jamaikanischen Reggae-Sänger Damian Marley. 

## Veröffentlichung
Das Lied wurde erstmals am 16. April 2012 auf dem Soundcloud-Account von Marley veröffentlicht, wo es innerhalb von zwei Wochen mehr als 500.000 Mal angehört wurde, auf iTunes wurde es dann am 1. Mai veröffentlicht. Es wurde von Marley und Skrillex selbst geschrieben.
Der Song beginnt wie der Song Liquor Store Blues von Bruno Mars mit Marley, wie er „Now greetings to the world“ singt.
Bevor der Song veröffentlicht wurde, wurde eine Demoversion mit dem Namen Rudeboy Bass veröffentlicht.

## Musikvideo
Ein Musikvideo zum Lied, welches am 6. September 2012 veröffentlicht wurde, gibt es auf dem offiziellen YouTube-Kanal von Skrillex. Das Lied selbst wurde, nachdem es auf Soundcloud veröffentlicht wurde, am 19. April 2012 dann auch auf Skrillex’ offiziellen Kanal auf YouTube veröffentlicht.

## Kritiken
Das Lied bekam gemischte Kritiken. Alistair Martin beispielsweise meinte zum Song:

„I'm a huge fan of both Damian Marley and Skrillex and I have to admit that this song was pretty disappointing. Hopefully I'll just be too drunk to care next time it comes on.“

und gab damit ein eher negatives Review ab.

## Kommerzieller Erfolg

### Chartplatzierungen
In den Top 75 der Official Charts konnte es auf Platz 66 einsteigen, musste aber nach einer Woche die Top 75 schon wieder verlassen.
| ChartsChartplatzierungen     | Höchstplatzierung | Wochen |
| ---------------------------- | ----------------- | ------ |
| Österreich (Ö3)              | 34 (9 Wo.)        | 9      |
| Vereinigtes Königreich (OCC) | 58 (8 Wo.)        | 8      |

### Auszeichnungen für Musikverkäufe
| Land/Region                  | Auszeichnungen für Musikverkäufe (Land/Region, Auszeichnung, Verkäufe) | Verkäufe  |
| ---------------------------- | ---------------------------------------------------------------------- | --------- |
| Australien (ARIA)            | 2× Platin                                                              | 140.000   |
| Italien (FIMI)               | Gold                                                                   | 15.000    |
| Kanada (MC)                  | Gold                                                                   | 40.000    |
| Neuseeland (RMNZ)            | 2× Platin                                                              | 60.000    |
| Vereinigte Staaten (RIAA)    | Platin                                                                 | 1.000.000 |
| Vereinigtes Königreich (BPI) | Silber                                                                 | 200.000   |
| Insgesamt                    | 1× Silber · 2× Gold · 5× Platin ·                                      | 1.455.000 |

### Auszeichnungen für Musikstreaming
| Land/Region     | Auszeichnungen für Musikverkäufe (Land/Region, Auszeichnung, Verkäufe) | Verkäufe |
| --------------- | ---------------------------------------------------------------------- | -------- |
| Dänemark (IFPI) | Gold                                                                   | 900.000  |
| Insgesamt       | 1× Gold ·                                                              | 900.000  |

## Trivia
Das Lied ist im Ego-Shooter Far Cry 3 während einer Mission zu hören, bei der man mit einem Flammenwerfer Cannabisplantagen niederbrennen soll und die visuelle Wahrnehmung durch daraus folgenden Cannabiskonsum beeinträchtigt ist.